# Grethen (Parthenstein)
Grethen ist ein Gemeindeteil der sächsischen Gemeinde Parthenstein im Landkreis Leipzig.

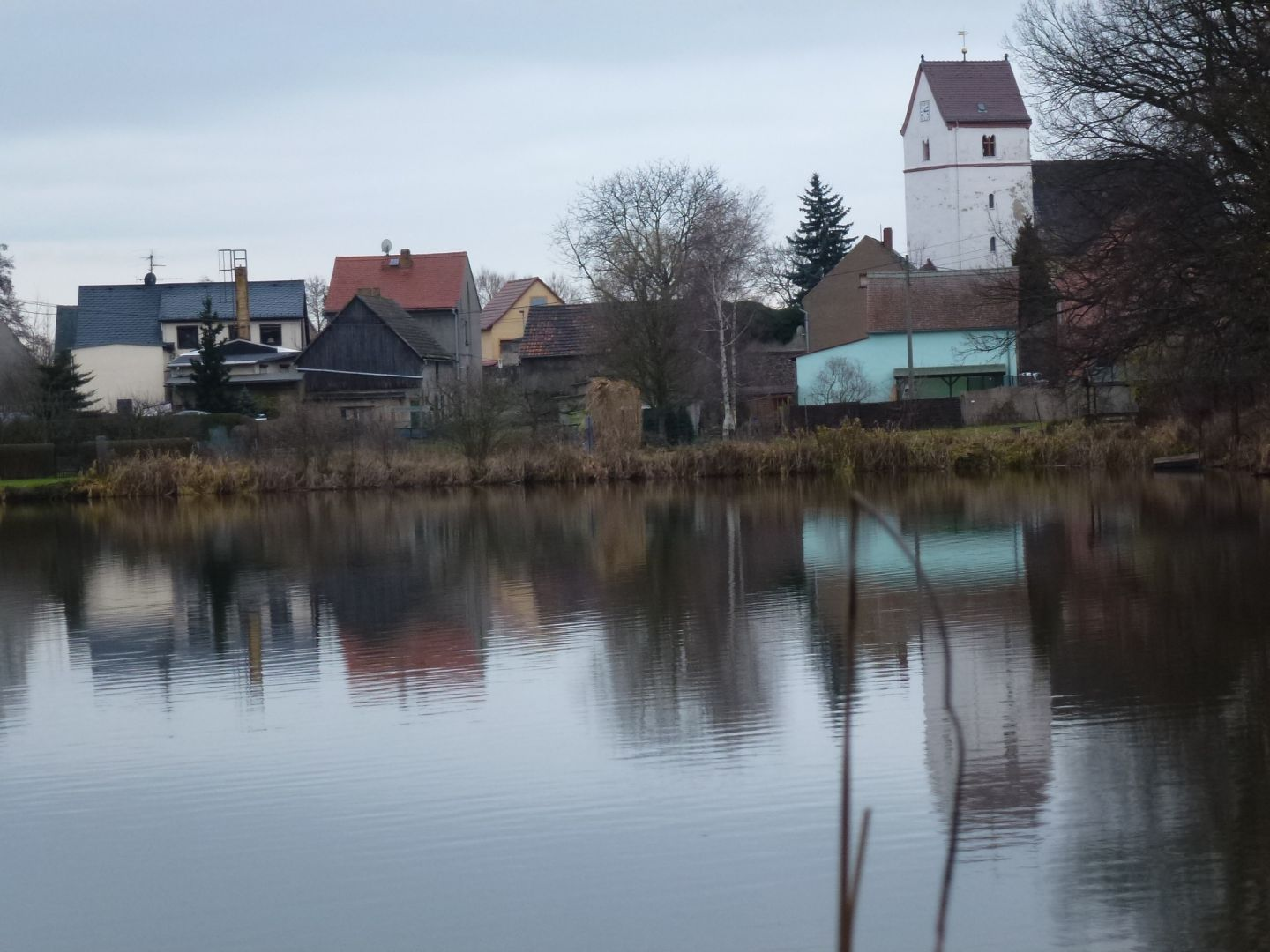
Großer Kirchteich

## Geografie
Grethen liegt etwa 5,5 Kilometer westlich von Grimma. Durch den Ort fließt die Parthe und deren Zufluss der Gladegraben.
Nachbarorte von Grethen sind Beiersdorf im Nordosten, Grimma im Osten, Großbardau im Südosten, Bernbruch im Süden, Großbuch und Otterwisch im Südwesten, Pomßen im Westen, sowie Großsteinberg im Nordwesten.

## Geschichte

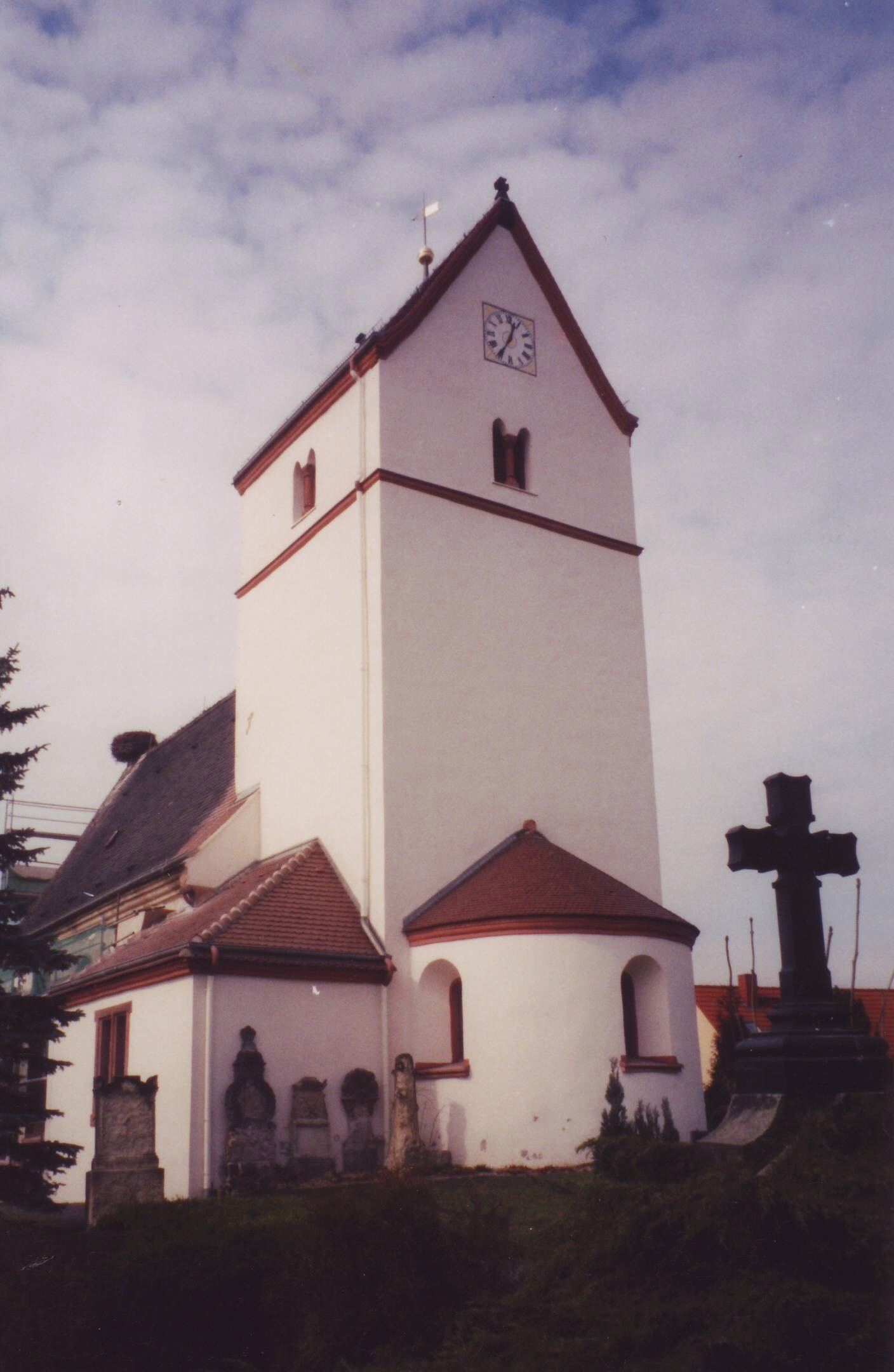
Kirche (1999)

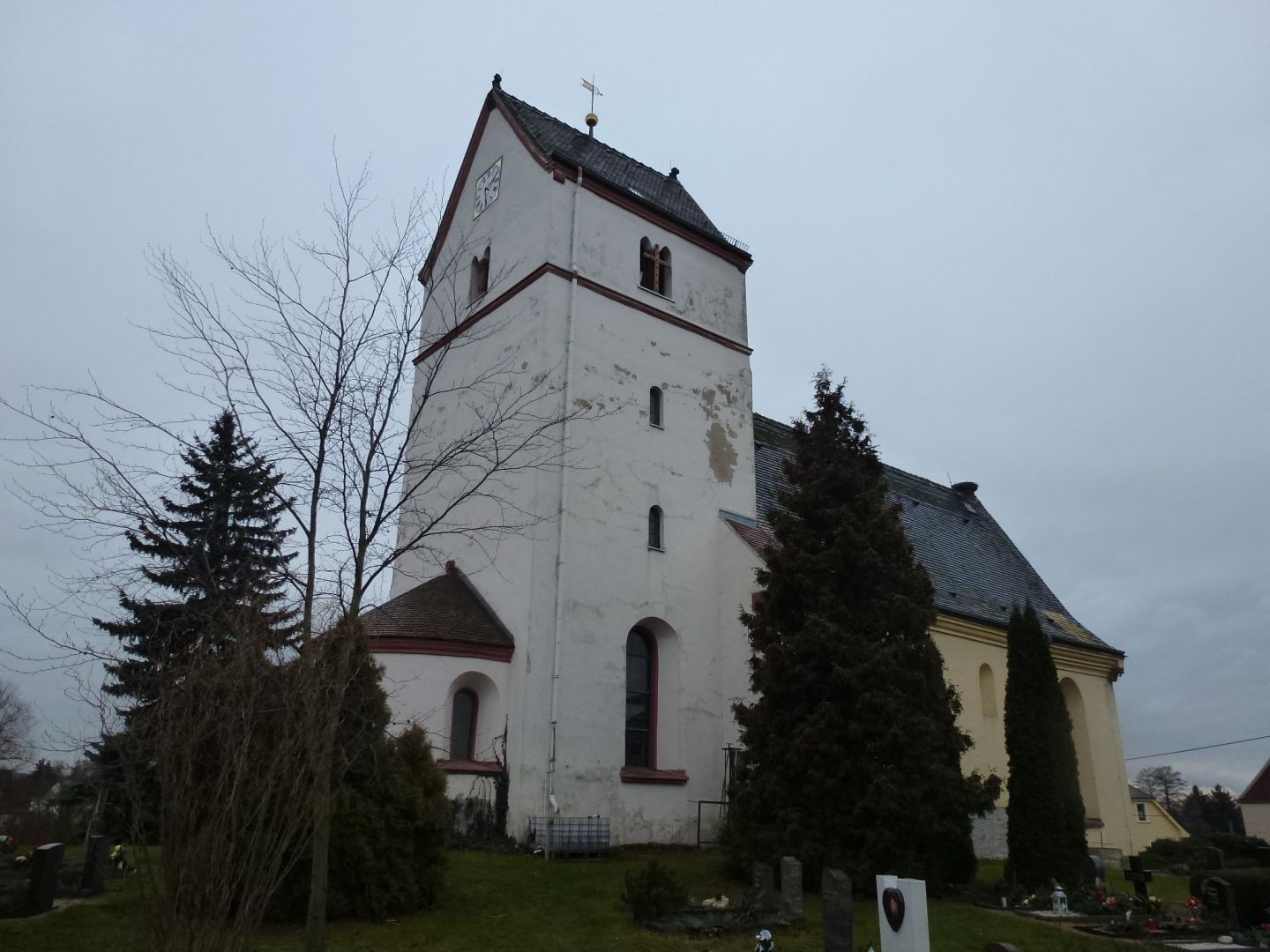
Kirche 2014

### Ortsgeschichte
Die erste urkundliche Erwähnung des Ortes datiert von 1251 als Greden. Im Jahre 1351 überließ Landgraf Friedrich der Strenge der Grimmaischen Bürgerin Jutta von Geithain die Hälfte des Dorfes Grethen, mit allem Zubehör. Die beiden so genannten Kirchteiche wurden 1401-04 sowie 1418 angelegt. 1545 wurde Grethen samt den Teichen und anderen Dörfern und Gütern vom sächsischen Kurfürsten an Hans von Ponickau auf Pomßen verkauft, wo es bis zur Aufhebung der Patrimonialgerichtsbarkeit 1856 verblieb.
August Schumann nennt 1816 im Staats-, Post- und Zeitungslexikon von Sachsen Grethen betreffend u. a.: 

„[…] an der Poststraße nach Leipzig gelegen. Es hat eine Filialkirche von Großpardau, 166 Einwohner, mit 9 Hufen 14 Pferden, 111 Kühen, […]. Der Ort gehört schriftsässig zu dem Rittergute Pomsen.“

1826 wurde das älteste Schulhaus, auf der Südseite des Kirchhofs gelegen, verkauft und an dessen Stelle ein Neues errichtet. 1879 reichte auch dieses für die Schülerzahl nicht mehr aus und wurde durch ein Neubau ersetzt.

Die Erwerbszweige um 1900 betreffend nennt das Werk „Neue Sächsische Kirchengalerie“: 

„Die Hälfte der Einwohnerzahl beschäftigt sich mit Ackerbau, von der andern Hälfte suchen etliche ihren Erwerb in den hiesigen Steinbrüchen, etliche als Bauhandwerker in Grimma, etliche als Drainagearbeiter.“

Im Jahre 1911 gründete sich in Leipzig eine Naturfreunde-Ortsgruppe. 1922 erwarb der Verein käuflich zwischen Großsteinberg und Grethen 2500 m² Land und begann mit dem Bau eines Naturfreundehauses. Die Grundsteinlegung fand am 9. Juli 1922 statt, eingeweiht wurde das Gebäude am 17. Mai 1925. 1933 wurde der Verein verboten und im Gebäude eine HJ-Führerschule eingerichtet. Nach dem Zweiten Weltkrieg nutzte man das Haus als Unterkunft für Umsiedler. Ab 1949 war es die Jugendherberge „Erich Weinert“. 1996 erhielt der Verein der Naturfreunde das Anwesen zurück. Aufgrund dessen, dass das Gebäude den heutigen Ansprüchen nicht mehr genügte und zudem stark sanierungsbedürftig war, wurde es 2002 abgerissen und vollständig neu aufgebaut. Die Neueinweihung fand am 21. Juni 2003 statt, seitdem nutzt es der Verein „Leipziger Naturfreundehaus Grethen e. V.“
Zum 1. Januar 1994 wurde aus den bis dahin eigenständigen Gemeinden Grethen, Großsteinberg, Klinga und Pomßen die Gemeinde Parthenstein neugebildet.

### Entwicklung der Einwohnerzahl
| Jahr    | Einwohnerzahl                              |
| ------- | ------------------------------------------ |
| 1548/51 | 24 besessene Mann, 24 Inwohner, 13 ½ Hufen |
| 1764    | 23 besessene Mann, 16 Häusler, 9 Hufen     |
| 1834    | 291                                        |
| 1871    | 341                                        |
| 1890    | 482                                        |

| Jahr | Einwohnerzahl |
| ---- | ------------- |
| 1910 | 566           |
| 1925 | 548           |
| 1939 | 594           |
| 1946 | 751           |
| 1950 | 671           |

| Jahr | Einwohnerzahl |
| ---- | ------------- |
| 1964 | 609           |
| 1990 | 457           |
| 2010 | 433           |
| 2013 | 403           |

### Kirche Grethen
Die Grethener Kirche ist in ihren Ursprüngen ein romanischer Bau aus dem 13. Jahrhundert und bis heute im Wesentlichen baulich unverändert geblieben. Der Turm steht im Osten zwischen Langhaus und Apsis. 1776 wurde der Innenraum erneuert, eine neue Empore errichtet, Altar und Kanzel erneuert sowie die Kirche neu ausgemalt. 1787 erfolgte eine äußere Erneuerung des Baus. 1841 wurde abermals die Ausmalung erneuert sowie eine vom Orgelbauer Weineck in Eilenburg geschaffene, neue Orgel für 335 Taler angeschafft – das Vorgängerinstrument stammte aus dem Jahr 1763. 1875 ist die bestehende Kirchenuhr durch eine neue ersetzt worden. 1902 wurde der Kirchbau umgebaut und erneuert. Dabei wurde u. a. das Langhaus um 5 Meter verlängert, die Decke für den Einbau einer größeren Orgel erhöht und die Zahl der Sitzplätze von 150 auf 200 erhöht. Die Wiedereinweihung nach diesen Umbauten erfolgte am 1. Dezember 1902.

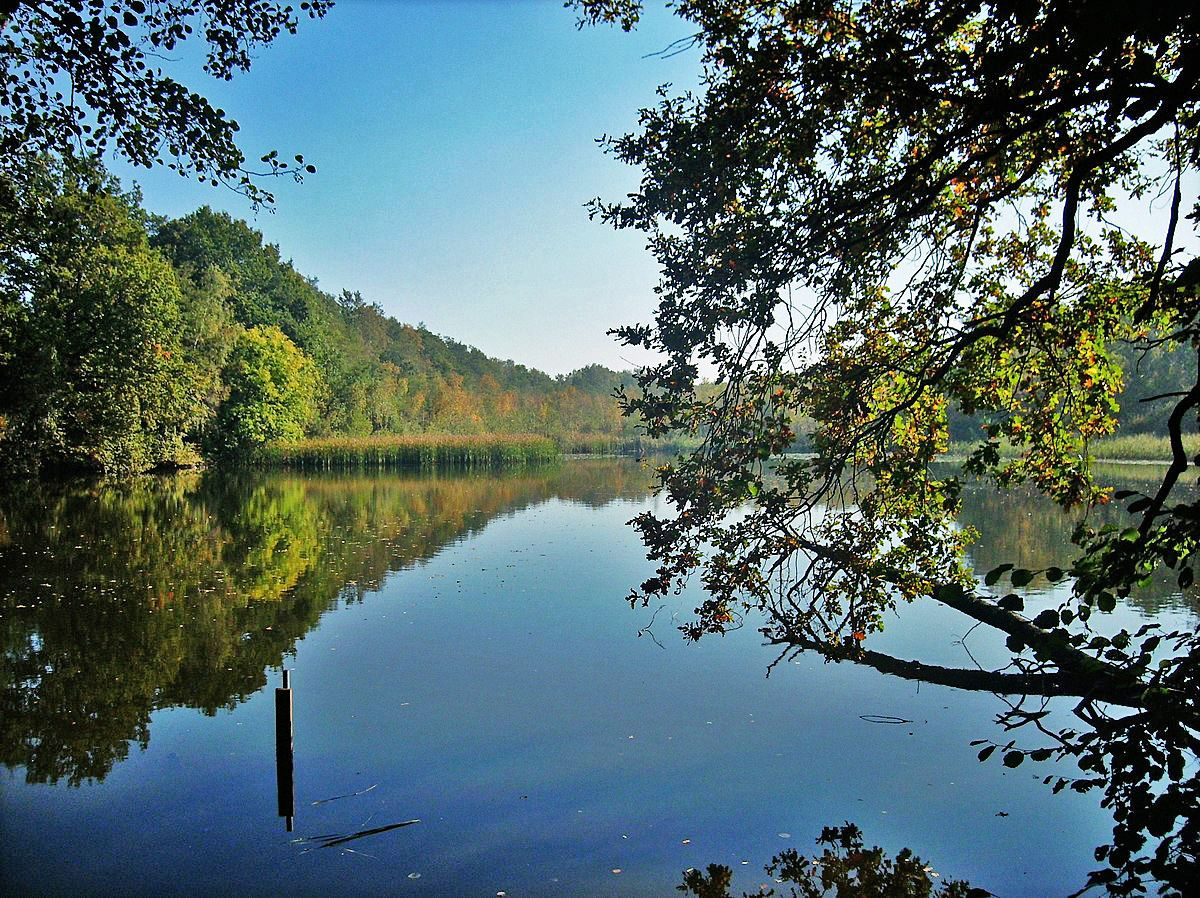
Alte See

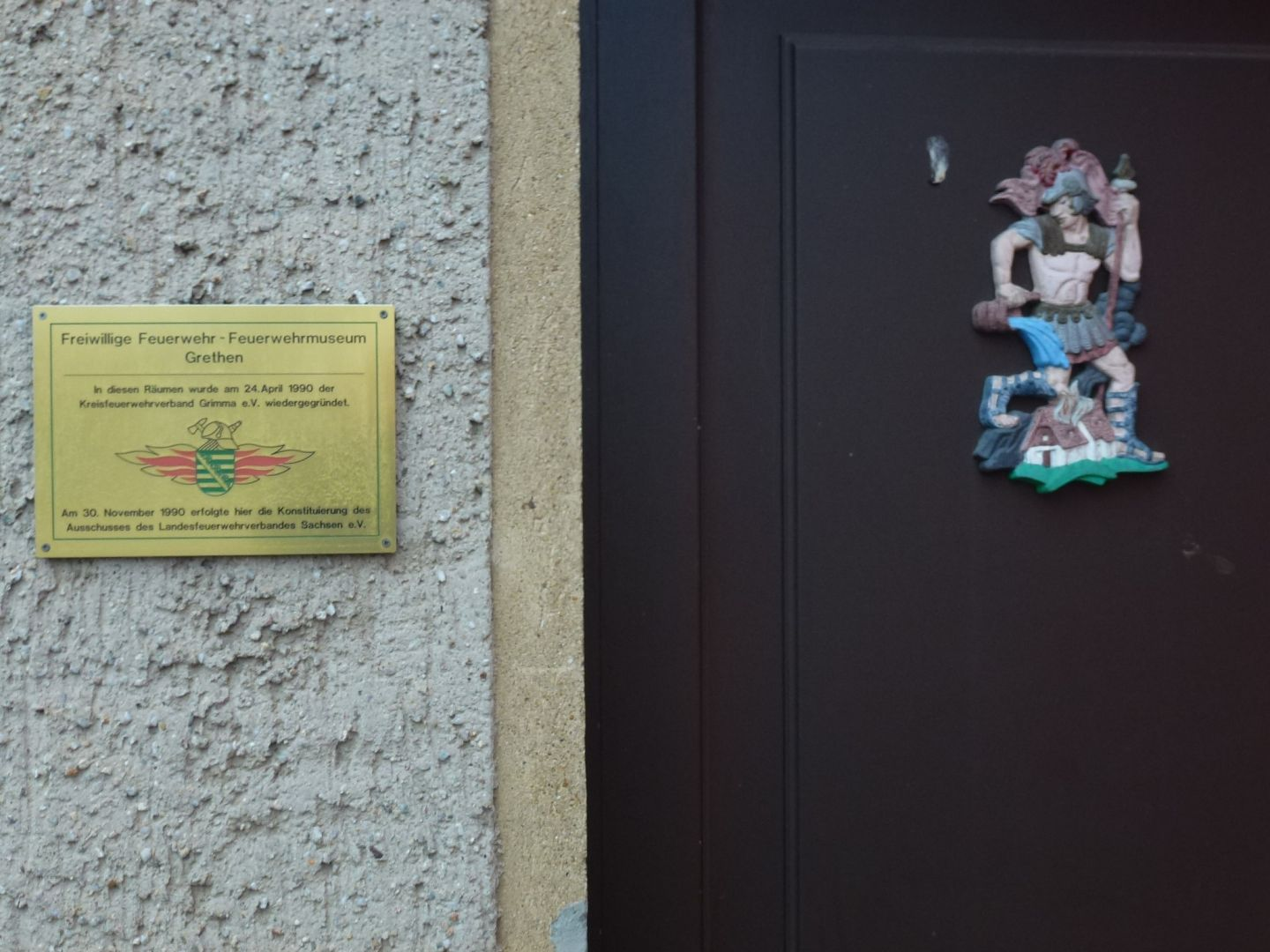
Feuerwehrmuseum

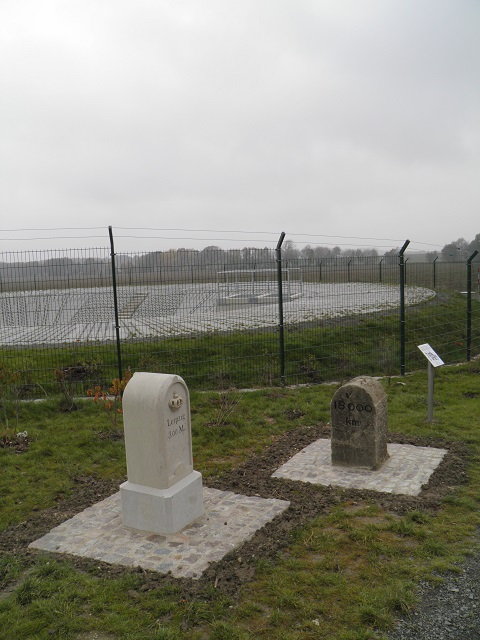
Kgl.-sächs. Ganzmeilenstein und Chausseekilometerstein am Ortsausgang S38 Richtung Pomßen

## Sehenswürdigkeiten
- Romanische Kirche
- Naturschutzgebiet Alte See
- Feuerwehrmuseum (jeden 1., 3. und 5. Samstag Nachmittag geöffnet)
- Großer und Kleiner Kirchteich, 1404 bzw. 1418 angelegt
- Königlich-sächsischer Ganzmeilenstein (um 1860) und Straßenwärter-Chaussee-Kilometerstein des ehem. Straßen- und Wasserbauamtes Leipzig (um 1900) an der Straße (S38) nach Pomßen

## Persönlichkeiten
- Georg Lehmann (1870–1931), Politiker